# Jesper Alm
Jesper Alm (* 1995 in Vimmerby) ist ein schwedischer Unihockeyspieler auf der Position des Stürmers. Alm steht beim SSL-Verein Linköping IBK unter Vertrag.

## Karriere

### Vimmerby IBK
Alm begann seine Unihockeykarriere 2007 beim Vimmerby IBK einem Unihockeyverein aus der südschwedischen Provinz Kalmar. Er spielte bis 2010 im Nachwuchs von Vimmerby, ehe er zur Saison 2010/11 im Kader der ersten Mannschaft in der Division 2 befördert wurde. In seiner ersten Saison gelangen ihm bereits sieben Tore und drei Assists. In der Folgesaison konnte er sich weiter verbessern und sammelte 24 Scorerpunkte. 2012/13 konnte der damals erst 17-Jährige nicht an seine Leistungen aus der Vorsaison anknüpfen. 2013/14 machte er mit 39 Scorerpunkten in 20 Spielen Vereine aus der Svenskan Superligan auf sich aufmerksam. Zudem brillierte er bei der nationalen Auswahl und gelang durch seinen Zorro-Trick die Aufmerksamkeit von Topklubs.

### Linköping IBK
Nach der Saison 2013/14 wechselte Alm zu Linköping, wo er in seiner ersten Saison in 30 Partien zum Einsatz kam und insgesamt vier Tore erzielte. Mit Linköping zog Alm bis in den Final der SSL ein. Im Final unterlag Linköping allerdings am IBF Falun. 2015/16 konnte er mit Linköping erneut in den Superfinal einziehen. Den Superfinal konnte Linköping allerdings gegen Storvreta IBK nicht gewinnen. 2016 wurde Alm zudem für sieben Spiele an seinen ehemaligen Verein aus Vimmerby verliehen, bevor er zur Saison 2016/17 wieder zurück zu Linköping wechselte.
Auch in seiner dritten Saison bei Linköping konnte Alm mit der ersten Mannschaft in die Playoffs einziehen. Alm wurde in 23 von 35 möglichen Partien in der regulären Spielzeit eingesetzt. Ein Tor gelang ihm dabei nicht. Fünf weitere Partien absolvierte er in der zweiten Mannschaft von Linköping in der Division 1 Mellersta Svealand, wo er zwei Tore und einen Assist erzielte.